# John Storgårds
John Gunnar Rafael Storgårds (né le 20 octobre 1963 à Helsinki) est un chef d'orchestre et violoniste finlandais.

## Biographie
Storgards a étudié le violon avec Esther Raitio et Jouko Ignace à l'Académie Sibelius à Helsinki, et a poursuivi ses études de violon avec Chaim Taub en Israël. Il a été membre fondateur de l'Orchestre de chambre Avanti!. Après avoir dirigé des orchestres depuis la section des violons, son intérêt pour la direction d'orchestre s'est accru après une invitation à diriger l'Orchestre symphonique de l'Université d'Helsinki. Il est ensuite retourné à l'Académie Sibelius de 1993 à 1997 avec Jorma Panula et Eri Klas.
En 1996, Storgårds est devenu directeur artistique de l'Orchestre de chambre de Laponie. En 2003, il est devenu chef invité principal de l'Orchestre philharmonique d'Helsinki puis chef principal à l'automne 2008, pour un premier contrat de 4 ans. Son contrat à Helsinki a été prolongé jusqu'en 2014. Storgårds a terminé son contrat à Helsinki en décembre 2015. De 2006 à 2009, Storgårds a été chef principal de l'Orchestre philharmonique de Tampere. Storgårds a été nommé directeur artistique de nombreux festivals d'été, dont le festival de musique de Korsholm entre 2004 et 2006, et l'Avanti's! Summer Sounds Festival. En dehors de la Finlande, en mars 2011, Storgards a été nommé chef principal invité de l'Orchestre philharmonique de la BBC, contrat prenant effet en janvier 2012. Il succède à ce poste à Vassili Sinaïski. En janvier 2015, Storgards a été nommé nouveau chef invité de l'Orchestre du Centre national des arts (OCNA), devenant ainsi le seul second conducteur à détenir ce titre, à partir de la saison 2015-2016 avec un contrat initial de 3 saisons.
En 2022, il est nommé chef principal de l'Orchestre philharmonique de la BBC. Il est renouvelé à ce poste en 2025, jusqu'à l'été 2028.
Storgårds, sa femme et leurs deux fils vivent à Rovaniemi.

## Enregistrements
Il a fait un certain nombre d'enregistrements pour Ondine international, Sony, UP et Da Capo Records, y compris des enregistrements d'œuvres d'Andrzej Panufnik, John Corigliano, Per Nørgård ainsi que les trois symphonies de Leevi Madetoja. Son enregistrement du Concerto pour violon « Lumière distante »  et de la Deuxième Symphonie de Pēteris Vasks a remporté le Cannes Classical Disc of the Year Award en 2004. En 2014, il a enregistré avec l'Orchestre philharmonique de la BBC les symphonies de Jean Sibelius, y compris trois fragments de la Huitième symphonie.

## Honneurs
Storgårds a reçu le Prix d'État finlandais pour la musique en 2002 et la Médaille Pro Finlandia en 2012.